# Іванівка (станція)
Іванівка — проміжна залізнична станція 5 класу Одеської залізниці. Розташована на ділянці Подільськ — Одеса. Знаходиться між станціями Затишшя (19 км) та Веселий Кут (10 км).
Станцію було відкрито 1865 року при прокладанні залізниці Одеса-Балта.
В квітні 1938 року станцію було використано для виселення родин репресованих з Гросуловського району (96 вагонів) у Казахську РСР.
Електрифіковано станцію у складі лінії Подільськ-Мигаєве 1990 року.